# Селицкий, Александр Яковлевич
Александр Яковлевич Селицкий (род. 28 июля 1949 года, Артёмовск, Донецкая область, Украинская ССР, СССР) — музыковед, педагог, ученый, публицист, музыкально-общественный деятель. Доктор искусствоведения (1997), профессор (1998), член Союза композиторов России (1988), действительный член Российской Академии естествознания (2004).

## Биография
Александр Яковлевич Селицкий родился в 1949 году городе Артемовске в семье военнослужащего. В 1964 году окончил музыкальное училище в Артёмовске (педагогом стал В. В. Паржицкий).
В 1973 году окончил Ростовский государственный музыкально-педагогический институт по классу профессора Л. Я. Хинчин. Служил в армии. После демобилизации преподавал на кафедре истории музыки Ростовского музыкально-педагогического института (ныне Ростовская государственная консерватория имени С. В. Рахманинова).
Продолжил образование в аспирантуре. В 1976—1980 годах учился в заочной аспирантуре ВНИИ искусствознания (ныне Государственный институт искусствознания) под руководством профессора Марины Дмитриевны Сабининой.
В 1981 году защитил кандидатскую диссертацию на тему: «Современная советская моноопера. Истоки. Вопросы специфики жанра». Учился в докторантуре Московской государственной консерватории имени П. И. Чайковского (научный консультант — профессор М. Е. Тараканов). По окончании докторантуры в 1997 году защитил докторскую диссертацию на тему: «Николай Каретников. Жизнь и творчество».
С 1974 года работает преподавателем в Ростовской государственной консерватории, читает курсы истории музыки, основ музыкальной критики и др. В 2003 году был избран членом-корреспондентом РАЕН.
Область научных интересов: история русской музыки XIX—XX веков, творчество композиторов М. Глинки, Н. Римского-Корсакова, С. Рахманинова, Г. Сидельникова, Г. Фрида, Н. Каретникова и др.; музыкальная драматургия; музыкальная критика, оперный театр.
В 2002 году создал и 11 лет возглавлял редакционно-издательский отдел Ростовской консерватории. В 2010—2013 годах работал главным редактором журналов «Южно-Российский музыкальный альманах» и «Ростовская консерватория». Как журналист, писал статьи в журналах «Советская музыка», «Музыкальная академия», «Вопросы литературы», в научных сборниках и др.
В разное время был ведущим концертов с участием композиторов Г. Канчели, В. Сильвестрова, Б. Тищенко, артистов Ю. Башмета, Ф. Липса, С. Яковенко, Р. Мартынова. Ведет концерты Таганрогского муниципального камерного оркестра, проводит встречи со зрителями в Ростовской государственном музыкальном театре «Четвертый звонок».
В 1990—2000-е годы принимал участие в проведении международных фестивалей и конференций.

## Труды
Александр Яковлевич Селицкий является автором около 150 статей о музыкально-театральной жизни и музыкантах Ростова, о творчестве донских композиторов, филармонии, музыкальном театре, Ростовской консерватории, монографий:
- «Григорий Фрид. Путь художника» (в соавторстве с А. М. Цукером).
- «Лия Яковлевна Хинчин: Жизнь. Личность. Творчество».
- Селицкий, Александр Яковлевич. Николай Каретников. Выбор судьбы: Исследование. — Ростов н/Д: Книга, 1997. — 367 с.
- Селицкий Александр Яковлевич, Ермак Ольга Петровна Если человек творческий. (к 60-летию М. К. Аргусова) // Южно-Российский музыкальный альманах. — 2005. — Вып. 1. — ISSN 2076-4766.
- Селицкий, Александр Яковлевич. Слово перед концертом: избранные эссе / А. Я. Селицкий. — Ростов-на-Дону: Издательство РГК им. С. В. Рахманинова, 2019. — 225 с.